# Comuna Vorona, Botoșani
Vorona este o comună în județul Botoșani, Moldova, România, formată din satele Icușeni, Joldești, Poiana, Vorona (reședința), Vorona Mare și Vorona-Teodoru.

## Demografie
Componența etnică a comunei Vorona
     Români (91,31%)
     Alte etnii (0,03%)
     Necunoscută (8,66%)
Componența confesională a comunei Vorona
     Ortodocși (90,36%)
     Alte religii (0,81%)
     Necunoscută (8,83%)
Conform recensământului efectuat în 2021, populația comunei Vorona se ridică la 6.636 de locuitori, în scădere față de recensământul anterior din 2011, când fuseseră înregistrați 7.492 de locuitori. Majoritatea locuitorilor sunt români (91,31%), iar pentru 8,66% nu se cunoaște apartenența etnică. Din punct de vedere confesional, majoritatea locuitorilor sunt ortodocși (90,36%), iar pentru 8,83% nu se cunoaște apartenența confesională.

## Politică și administrație
Comuna Vorona este administrată de un primar și un consiliu local compus din 15 consilieri. Primarul, Sergiu-Marian Dascălu[*], de la Partidul Național Liberal, este în funcție din 1 noiembrie 2024. Începând cu alegerile locale din 2024, consiliul local are următoarea componență pe partide politice:
|  | Partid                          | Consilieri | Componența Consiliului | Componența Consiliului | Componența Consiliului | Componența Consiliului | Componența Consiliului | Componența Consiliului | Componența Consiliului | Componența Consiliului |
|  | ------------------------------- | ---------- | ---------------------- | ---------------------- | ---------------------- | ---------------------- | ---------------------- | ---------------------- | ---------------------- | ---------------------- |
|  | Partidul Național Liberal       | 8          |                        |                        |                        |                        |                        |                        |                        |                        |
|  | Partidul Social Democrat        | 5          |                        |                        |                        |                        |                        |                        |                        |                        |
|  | Alianța pentru Unirea Românilor | 2          |                        |                        |                        |                        |                        |                        |                        |                        |

## Legende locale
Localnicii din comuna Vorona (județul Botoșani) susțin că domnitorului Alexandru Ioan Cuza i-ar fi venit ideea secularizării averilor mănăstirești după un incident petrecut în zona lor.
Cuza ar fi fost confundat de către un stareț și închis în beciul mănăstirii.

## Obiective turistice
- Mănăstirea Vorona
- Mănăstirea Sihăstria Voronei
- Dealul Mare - Hârlău și Vorona (situri de importanță comunitară incluse în rețeaua europeană Natura 2000 în România).

## Personalități născute aici
- Florin Andone (n. 1993), fotbalist.